# Поточек (Полтавская область)
Поточек (укр. Потічок) — село,
Поточанский сельский совет,
Решетиловский район,
Полтавская область,
Украина.
Код КОАТУУ — 5324284201. Население по переписи 2001 года составляло 329 человек.
Является административным центром Поточанского сельского совета, в который, кроме того, входят сёла
Николаевка,
Нагорное, и
Пасечники.

## Географическое положение
Село Поточек находится в 3-х км от левого берега реки Говтва,
в 0,5 км от села Николаевка, в 1,5 км от сёл Нагорное и Бузиновщина.
По селу протекает пересыхающий ручей.